# Tartsch
Tartsch (italienisch Tarces) ist eine Fraktion der Gemeinde Mals in Südtirol (Italien) mit 506 Einwohnern (Stand Januar 2020). Das Dorf liegt auf 1029 m s.l.m. Höhe im Vinschgau bzw. Vinschger Oberland auf der orographisch linken Talseite des Etschtals. Die Ortschaft befindet sich erhöht über dem Talboden zwischen dem Tartscher Bichl (auch Tartscher Bühel) und den Hängen des Sonnenbergs, unmittelbar südöstlich von Mals, dem gleichnamigen Hauptort der Gemeinde.
Der Tartscher Bichl ist das Wahrzeichen des Vinschger Oberlands. Wegen seiner besonderen Lage war er bereits zu Urzeiten bewohnt, was die Ausgrabung eines rätischen Hauses bestätigt. Der Sage nach befand sich früher auf dem Bichl eine sehr reiche Stadt, die wegen des lasterhaften Lebens ihrer Bewohner versunken ist. 1928 wurde das bis dato eigenständige Tartsch der Gemeinde Mals zugeschlagen.
Zu Tartsch gehören auch die oberhalb des Dorfes am Sonnenberg liegenden Höfe Lechtl und Gemassen sowie der Weiler Muntetschinig.

## Etymologie
Der Name ist sicher vorrömischen Ursprungs, seine Bedeutung aber unklar. Das erste Schriftzeugnis ist „Tarzhes“ in einer Urkunde von 1160, als örtlicher Besitz an die bischöfliche Kirche Chur übertragen wurde. Da auf dem Tartscher Bichl ein Hirschhornvotiv mit rätischer Inschrift gefunden wurde, hält Diether Schürr eine Benennung nach einem rätischen Personennamen *tarχia (unter Verweis auf den belegten etruskischen Namen tarχie) für denkbar.
Muntetschinig geht auf *monte Tarcinica  (Tartscher Berg) zurück.

## Sehenswürdigkeiten

### Kirche St. Veit am Bichl

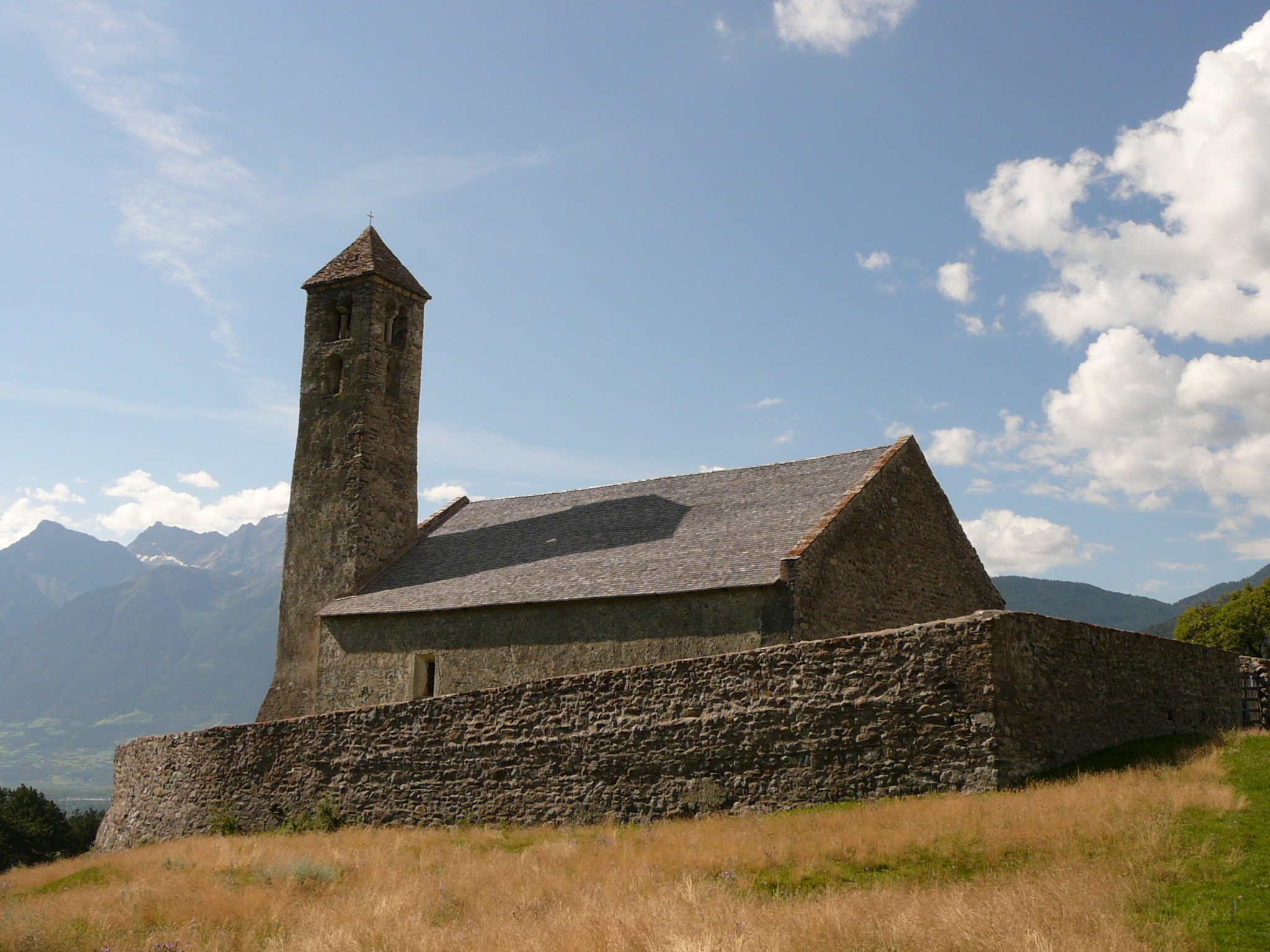
St. Veit am Tartscher Bichl

Auf dem Bichl steht eine romanische Kirche aus dem 11. Jahrhundert, welche dem heiligen Veit geweiht ist. In ihrem Inneren findet man Wandmalereien, u. a. (in der Apsis) ein Mäanderfries mit Perlstabband, zwei miteinander kämpfende schildbewehrte Seeungeheuer, ein vermutlich bärtiger Mann, der in ein Krummhorn bläst; Apostelreihe zwischen Heiligen; in der Wölbung Christus als Richter nebst Evangelistensymbolen; in der Fensterlaibung Volutenranke mit Kreuzblüten. Die z. T. stark beschädigten Fresken stammen aus der Zeit um 1200. An der Nordwand des Schiffes in zwei Bilderstreifen Legende des hl. Veit (1. Hälfte 16. Jh.); die gesamte Westwand ausgefüllt von einem Gemäldezyklus um 1520 (fragmentiert).

### Pfarrkirche St. Andreas

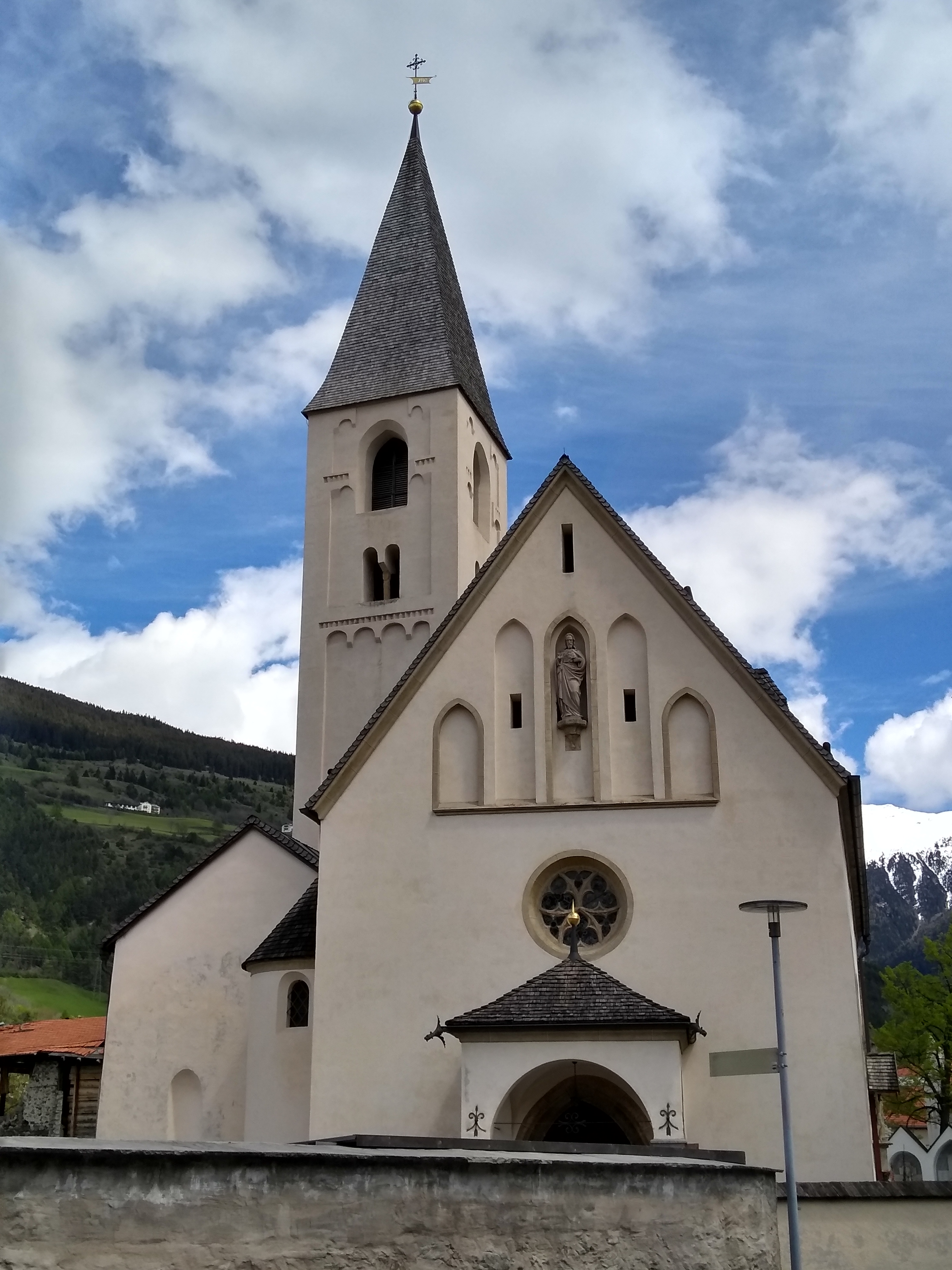
Pfarrkirche St. Andreas

Der ursprüngliche spätromanische/frühgotische Bau 1499 ist abgebrannt; 1503 wurde er neu geweiht. Der Turm, noch romanisch mit gekuppelten Rundbogenfenstern, wurde später erhöht. Die Langhausmauern sind wohl ebenfalls noch romanisch. Das Netzrippengewölbe im Langhaus entstand um 1500; der polygonale Chor wurde wohl 1527 angebaut. Es gibt diverse Wandgemälde außen (frühes 16. Jahrhundert), u. a. Christophorus, fragmentiert, Beweinung Christi, Heiligenfigur mit Lendentuch, umgeben von Werkzeug und Gerät, betendes Stifterpaar mit Wappen.
Die Ausstattung (Hochaltar u. a.) ist meist spätbarock; herausragend ist ein spätgotisches Holzkruzifix, wohl von Jörg Lederer (um 1520) und Maria mit Christkind (Mitte 15. Jahrhundert) sowie Weihwasserstein (Marmor, 16. Jahrhundert, Sockel 15. Jahrhundert).

## Verkehr
Die SS 40 führt direkt durch das Dorf und an der Pfarrkirche vorbei. Dadurch wird das Dorf praktisch in zwei Teile geteilt und die Tartscher Bevölkerung leidet dementsprechend stark unter dem Verkehr. Derzeit ist allerdings eine Unterflurtrasse zur Umfahrung des Ortskerns im Gespräch. Ob und wann sie verwirklicht wird, ist noch nicht klar.

## Bildung
In Tartsch gibt es eine Grundschule für die deutsche Sprachgruppe.

## Persönlichkeiten
- Bernhard Mazegger senior (1798–1876), Arzt, Dichter, Tourismuspionier, Abgeordneter
- Aloisia Steiner (1870–1921), Benediktinerin, Äbtissin des Klosters zum Hl. Kreuz in Säben